# Coris marquesensis
 Coris marquesensis és una espècie de peix de la família dels làbrids i de l'ordre dels perciformes.

## Morfologia
Les femelless poden assolir els 23 cm de longitud total.

## Distribució geogràfica
És un endemisme de les Illes Marqueses.